# Liste der Baudenkmäler in Hiltpoltstein
Auf dieser Seite sind die Baudenkmäler in dem oberfränkischen Markt Hiltpoltstein zusammengestellt. Diese Tabelle ist eine Teilliste der Liste der Baudenkmäler in Bayern. Grundlage ist die Bayerische Denkmalliste, die auf Basis des Bayerischen Denkmalschutzgesetzes vom 1. Oktober 1973 erstmals erstellt wurde und seither durch das Bayerische Landesamt für Denkmalpflege geführt wird. Die folgenden Angaben ersetzen nicht die rechtsverbindliche Auskunft der Denkmalschutzbehörde.
 Diese Liste gibt den Fortschreibungsstand vom 1. September 2023 wieder und enthält 29 Baudenkmäler.

## Ensemble Ortskern Hiltpoltstein
Das Ensemble umfasst den historischen Ortskern von Hiltpoltstein mit den ehemaligen herrschaftlichen Bauten und der Pfarrkirche auf dem Felsstock des Burgberges und mit der locker gruppierten bürgerlichen und bäuerlichen Bebauung, die sich ringförmig um den Burgberg legt. Das Ensemble wird beherrscht durch die mittelalterliche Burg eines Reichsministerialengeschlechts, die nach den Zerstörungen im Markgrafenkrieg im 16. Jahrhundert wiederhergestellt und zum Nürnbergischen Pflegamtsschloss ausgebaut wurde. Auf einem niedrigeren Felsplateau südlich des Schlosses ordnen sich die in ihrer äußeren Erscheinung dem 17. Jahrhundert angehörenden schlichten Bauten des sogenannten Neuen Schlosses und des Pflegamtes um einen Hof. Auf einem dritten Absatz erhebt sich die Evangelisch-lutherische Pfarrkirche St. Matthäus, ein Bau, der gleichfalls im Wesentlichen dem 17. Jahrhundert entstammt. Die Hauptstraße, welche westlich und nördlich des Burgberges in ansteigendem Bogen verläuft, ist der wichtigste Straßenzug des 1417 zum Markt erhobenen Dorfes. Sie ist locker, zumeist mit ehemaligen Bauernhäusern des 18. und frühen 19. Jahrhunderts, in der Regel zweigeschossigen Satteldachhäusern bebaut. An die ehemalige Marktbefestigung erinnert das erhaltene Obere Tor. Auf der Süd- und Ostseite befinden sich, dichter gruppiert, vorwiegend kleinere Bauernanwesen und ehemalige Bauernhäuser, zum Teil in Fachwerk, die sich an schmalen Gassen reihen. Aktennummer E-4-74-138-1.

## Baudenkmäler nach Gemeindeteilen

### Hiltpoltstein
| Lage                                                      | Objekt                                           | Beschreibung | Akten-Nr.              | Bild           |
| --------------------------------------------------------- | ------------------------------------------------ | --- | ---------------------- | -------------- |
| Am Schloßhof 1 (Standort)                                 | Bauernhaus                                       | traufständiges Wohnstallhaus, erdgeschossig, massiv, mit Satteldach, 1744 | D-4-74-138-1 Wikidata  | weitere Bilder |
| Am Schloßhof 3 (Standort)                                 | Wohngebäude                                      | Traufständiger zweigeschossiger Satteldachbau, Erdgeschoss massiv, Fachwerkobergeschoss, zweite Hälfte 18. Jahrhundert, mit älterem Kern | D-4-74-138-2 Wikidata  | weitere Bilder |
| Am Schloßhof 3 (Standort)                                 | Nebengebäude                                     | zweistöckiges Nebengebäude, Fachwerkbau über unregelmäßigem Grundriss, Satteldach, 18. Jahrhundert | D-4-74-138-2 Wikidata  | weitere Bilder |
| Am Schloßhof 6 (Standort)                                 | Sogenanntes Neues Schloss                        | Satteldachbau des 17. Jahrhunderts; mit Am Schloßhof 4, 5, 8 einen Hofraum bildend | D-4-74-138-5 Wikidata  | BW             |
| Am Schloßhof 7 (Standort)                                 | Altes Schloss                                    | Auf Felsen über dem Ort errichtete dreiflügelige Anlage, zweigeschossige Steinbauten mit Halbwalm- bzw. Satteldach, im Kern mittelalterliche Burganlage, größere Baumaßnahmen 1503 und 1553, nach Zerstörungen 1553 Wiederherstellungsarbeiten 1560 und 1595; Neues Schloss und ehemaliges Pflegeamt vgl. Am Schlosshof 6 und 4/5 | D-4-74-138-6 Wikidata  | weitere Bilder |
| Am Schloßhof 7 (Standort)                                 | Treppenturm                                      | südlich freistehender sechseckiger Treppenturm mit Zeltdach, 1595 | D-4-74-138-6           | weitere Bilder |
| Nähe Am Schloßhof (Standort)                              | Burgmauer                                        | südwestliches Nebengebäude, sogenannte Halle, zweigeschossiger massiver Walmdachbau, bezeichnet „1712“ | D-4-74-138-6           | BW             |
| Am Schloßhof; Am Schloßhof 4; Am Schloßhof 5 (Standort)   | Ehemaliges Pflegeamt, Ostflügel                  | Zweigeschossiger massiver Halbwalmdachbau, Erdgeschoss ursprünglich Stall, im Kern wohl spätmittelalterlich, Obergeschoss im 16. Jahrhundert zur Pflegerwohnung ausgebaut, weiterer Ausbau um 1700, Nordflügel, Satteldachbau, nach 1622, Fachwerkanbau 18. Jahrhundert, Veränderungen des Erdgeschosses 19. Jahrhundert          | D-4-74-138-3 Wikidata  | weitere Bilder |
| Am Stock 8 (Standort)                                     | Bauernhaus                                       | Zweigeschossiger Fachwerkbau mit Satteldach, Mitte 19. Jahrhundert | D-4-74-138-8 Wikidata  | BW             |
| Hauptstraße 26 (Standort)                                 | Bauernhaus                                       | Traufständiger erdgeschossiger Satteldachbau, massiv mit Fachwerkgiebel, 18./frühes 19. Jahrhundert | D-4-74-138-11 Wikidata | BW             |
| Hauptstraße 40; Hauptstraße 42 (Standort)                 | Wohnhaus                                         | Traufständig, stattlicher, zur Straße drei- zum Hof zweigeschossiger Satteldachbau, massiv, verputzt, 18./frühes 19. Jahrhundert, Überformungen zweite Hälfte 20. Jahrhundert | D-4-74-138-12 Wikidata | weitere Bilder |
| Hauptstraße 46 (Standort)                                 | Wohnhaus                                         | Zweigeschossiger giebelständiger Satteldachbau, massiv und Fachwerk, Anfang 19. Jahrhundert | D-4-74-138-13 Wikidata | BW             |
| Hauptstraße 47; Hauptstraße 49 (Standort)                 | Gasthaus Goldenes Roß                            | Zweigeschossiger traufständiger Satteldachbau, massiv, verputzt, mit Fachwerkgiebel, 18. Jahrhundert, im Kern 16./17. Jahrhundert, erweitert 1835 | D-4-74-138-14 Wikidata | weitere Bilder |
| Hauptstraße 47; Hauptstraße 49; Hauptstraße 51 (Standort) | Nebengebäude                                     | zweigeschossig, massiv, Satteldach, 19. Jahrhundert | D-4-74-138-14          | BW             |
| Hauptstraße 47; Hauptstraße 49; Hauptstraße 51 (Standort) | Scheunen                                         | große zweigeschossige Scheunen massiv mit Satteldach und Fachwerkgiebel, 17./18. Jahrhundert | D-4-74-138-14          | BW             |
| Hauptstraße 49 (Standort)                                 | Scheune                                          | mit Satteldach und Fachwerkgiebel, 18. Jahrhundert | D-4-74-138-14          | BW             |
| Hauptstraße 56 (Standort)                                 | Bauernhaus                                       | Kleines giebelständiges Wohnhaus, erdgeschossig, massiv, verputzt, mit traufständigem Scheunenanbau in Fachwerk, Satteldächer, Mitte 19. Jahrhundert | D-4-74-138-16 Wikidata | BW             |
| Hauptstraße; Hauptstraße 52 (Standort)                    | Torhaus                                          | Zweigeschossiger verputzter Satteldachbau, über der Tordurchfahrt freiliegendes Fachwerk, im Kern spätmittelalterlich, ausgebaut im 17./18. Jahrhundert | D-4-74-138-15 Wikidata | weitere Bilder |
| Hinterer Berg 1 (Standort)                                | Pfarrhaus                                        | Zweigeschossiger Satteldachbau mit Steilgiebel, massiv, verputzt, 1575, Ausbau im 18./19. Jahrhundert | D-4-74-138-17 Wikidata | BW             |
| Hinterer Berg 2 (Standort)                                | Bauernhaus                                       | Zweigeschossiger Satteldachbau in Ecklage, massiv, verputzt, 1908, über älterem Kern | D-4-74-138-7 Wikidata  | BW             |
| Hinterer Berg 2 (Standort)                                | Backhäuschen                                     | massiv mit Satteldach, erste Hälfte 19. Jahrhundert | D-4-74-138-7 Wikidata  | BW             |
| Hinterer Berg 3 (Standort)                                | Evangelisch-lutherische Pfarrkirche St. Matthäus | Saalkirche mit eingezogenem Chor, Turm neben der Westfront des Schiffes, massiv, verputzt, Satteldach, 1617–26 erbaut, nach Kriegszerstörungen 1644–51 wiederhergestellt, Turm 1680, Erhöhung des Langhauses 1699–1706, Erweiterung des Schiffs nach Süden und Zwiebelhaube 1754; mit Ausstattung                                 | D-4-74-138-18 Wikidata | weitere Bilder |
| Nähe Am Stock (Standort)                                  | Scheune                                          | Zu Hauptstraße 22, Satteldachbau, massiv mit Fachwerkgiebel, zweite Hälfte 17. Jahrhundert | D-4-74-138-10 Wikidata | BW             |
| Nähe Großengseer Straße (Standort)                        | Fachwerkscheune                                  | Großer giebelständiger Satteldachbau mit breiter Lüftungsgaube, spätes 18. Jahrhundert | D-4-74-138-9 Wikidata  | BW             |

### Erlastrut
| Lage                   | Objekt     | Beschreibung | Akten-Nr.              | Bild       |
| ---------------------- | ---------- | --- | ---------------------- | ---------- |
| Erlastrut 1 (Standort) | Bauernhaus | stattlicher giebelständiger Satteldachbau, zweigeschossig, massiv, verputzt, bezeichnet 1863.                                               | D-4-74-138-19 Wikidata | Bauernhaus |
| Erlastrut 3 (Standort) | Bauernhaus | stattlicher giebelständiger Satteldachbau, zweigeschossig, massiv, verputzt, Hopfengauben, bezeichnet 1796, verändert Mitte 19. Jahrhundert | D-4-74-138-20 Wikidata | Bauernhaus |

### Göring
| Lage                | Objekt          | Beschreibung                                                                         | Akten-Nr.              | Bild            |
| ------------------- | --------------- | ------------------------------------------------------------------------------------ | ---------------------- | --------------- |
| Göring 4 (Standort) | Fachwerkscheune | Langgestreckter Satteldachbau mit Brettergiebel, 18./19. Jahrhundert, 1904 erweitert | D-4-74-138-31 Wikidata | Fachwerkscheune |

### Großenohe
| Lage                    | Objekt              | Beschreibung | Akten-Nr.              | Bild                |
| ----------------------- | ------------------- | --- | ---------------------- | ------------------- |
| Großenohe 8 (Standort)  | Bauernhof: Wohnhaus | Dreiseithof, zweigeschossiges Wohnhaus, Satteldachbau mit massivem Erdgeschoss, Obergeschoss in Fachwerk, Giebel verbrettert, 18./19. Jahrhundert. | D-4-74-138-21 Wikidata | Bauernhof: Wohnhaus |
| In Großenohe (Standort) | Bauernhof: Scheune  | gleichzeitig ebenfalls massiv und Fachwerk mit Satteldach: Scheune mit breiter Trockengaube                                                        | D-4-74-138-21          | BW                  |
| In Großenohe (Standort) | Bauernhof: Stall    | | D-4-74-138-21          | BW                  |
| Großenohe 10 (Standort) | Obere Mühle         | massiver Satteldachbau, erste Hälfte 19. Jahrhundert; mit Stadel, erste Hälfte 19. Jahrhundert                                                     | D-4-74-138-22 Wikidata | Obere Mühle         |

### Kappel
| Lage                  | Objekt                                  | Beschreibung                                                                  | Akten-Nr.              | Bild       |
| --------------------- | --------------------------------------- | ----------------------------------------------------------------------------- | ---------------------- | ---------- |
| In Kappel (Standort)  | Friedhofbefestigung                     | Verputzte Steinmauer, Tor bezeichnet „1671“                                   | D-4-74-138-23 Wikidata | BW         |
| Kappel 5 (Standort)   | Bauernhaus                              | Erdgeschossiger Satteldachbau, massiv, verputzt, erste Hälfte 19. Jahrhundert | D-4-74-138-25 Wikidata | Bauernhaus |
| Kappel 14 (Standort)  | Fachwerkscheune                         | Satteldachbau, Brettergiebel, 18./19. Jahrhundert, mit massivem Stallanbau    | D-4-74-138-26 Wikidata | BW         |
| Straßäcker (Standort) | Steinkreuz, sogenanntes Bonifatiuskreuz | Dolomit, wohl spätmittelalterlich                                             | D-4-74-138-28 Wikidata | BW         |

### Möchs
| Lage                | Objekt          | Beschreibung                        | Akten-Nr.              | Bild           |
| ------------------- | --------------- | ----------------------------------- | ---------------------- | -------------- |
| Möchs 12 (Standort) | Hierzu Backofen | Massiv, Satteldach, 19. Jahrhundert | D-4-74-138-29 Wikidata | weitere Bilder |

### Schossaritz
| Lage                      | Objekt              | Beschreibung                                                                                                   | Akten-Nr.              | Bild                |
| ------------------------- | ------------------- | --- | ---------------------- | ------------------- |
| Schossaritz 21 (Standort) | Ehemaliges Gasthaus | Zweigeschossiger giebelständiger Satteldachbau, Erdgeschoss massiv, Obergeschoss Fachwerk, 17./18. Jahrhundert | D-4-74-138-30 Wikidata | Ehemaliges Gasthaus |

## Ehemalige Baudenkmäler
| Lage             | Objekt     | Beschreibung | Akten-Nr.              | Bild |
| ---------------- | ---------- | --- | ---------------------- | ---- |
| Kappel Kappel 15 | Bauernhaus | Traufständiger Frackdachbau und zweigeschossiger Scheunenanbau mit Satteldach, Erdgeschoss massiv, Obergeschoss Fachwerk, Mitte 19. Jahrhundert | D-4-74-138-27 Wikidata | BW   |